# Cung điện ở Ciszyca
Cung điện ở Ciszyca (tiếng Ba Lan: Pałac w Ciszycy) là một cung điện số 38 Phố Jeleniogórska, Kowary, huyện Jeleniogórski, tỉnh Dolnośląskie, Ba Lan.

## Lịch sử
Chủ sở hữu đầu tiên được biết đến là Bá tước Malzan, người đã xây dựng một cung điện nhỏ theo phong cách Hoàng gia/ Đế chế. Vào năm 1825, cung điện và khu đất xung quanh được Hoàng tử Antoni Henryk Radziwiłł mua lại. Việc cải tạo nội thất được tiến hành theo thiết kế của kiến trúc sư lỗi lạc Karl Friedrich Schinkel. Theo đó, các bức tường được bao phủ bởi giấy dán tường từ nhà máy Kessel nổi tiếng và đồ nội thất được tô điểm bởi các họa tiết Neo-Gothic. Sau khi Antoni Radziwiłł qua đời vào năm 1833, các con gái và cháu ông lần lượt tiếp quản cung điện. Năm 1938, bộ phim "Legenda miłosna" ("Huyền thoại tình yêu") được quay phim tại đây, tái hiện câu chuyện tình lãng mạn giữa Eliza (con gái của Antoni Radziwiłł) và Wilhelm (Hoàng tử của Phổ). Hiện tại, cung điện và các khu nhà phụ đều thuộc sở hữu tư nhân.

## Đôi nét về cung điện
Đây là một cung điện một tầng đơn giản, được xây dựng trên một mặt phẳng hình chữ nhật. Gần cung điện, có một công viên đầy thơ mộng, nơi một số mẫu thực vật vẫn tồn tại cho đến ngày nay, gồm: cây hoa tulip Mỹ cao 18 mét, khoảng 250 năm tuổi, cây thông Weymouth hơn 200 tuổi.